# Kanalli, Bidar
Kanalli là một làng thuộc tehsil Bidar, huyện Bidar, bang Karnataka, Ấn Độ.